# Чарльз Ленг
Чарльз Браянт Ленг (англ. Charles Bryant Lang; 27 березня 1902, Блаф, Юта — 3 квітня 1998, Санта-Моніка, Каліфорнія) — американський кінооператор.

## Життєпис
Після завершення фільму «Том Сойєр» для Paramount Pictures в 1930 році, він продовжував працювати в студії більше двадцяти років. Всього протягом кар'єри Ленг зняв близько 150 фільмів.

## Премія «Оскар»
Ленг був номінований на Премію «Оскар» за найкращу операторську роботу 19 разів, проте виграв лише один раз.

### Перемога
- Прощавай, зброє / A Farewell to Arms (1932)

### Номінація
- Право любити / The Right to Love (1930)
- Воскресни, любов моя / Arise, My Love (1940)
- Захід / Sundown (1941)
- Крізь горе, тугу і втрати / So Proudly We Hail! (1943)
- Непрохані / The Uninvited (1944)
- Від щирого серця / Cross My Heart (1946)
- Привид і місіс Мьюр / The Ghost and Mrs. Muir (1947)
- Зарубіжний роман / A Foreign Affair (1948)
- Раптовий страх / Sudden Fear (1952)
- Сабріна / Sabrina (1954)
- Королева бджіл / Queen Bee (1955)
- За окремими столиками / Separate Tables (1958)
- У джазі тільки дівчата / Some Like It Hot (1959)
- Факти з життя / The Facts of Life (1960)
- Одноокі валети / One-Eyed Jacks (1961)
- Як підкорили Захід / How the West Was Won (1962)
- Боб і Керол і Тед і Еліс / Bob & Carol & Ted & Alice (1969)
- Вільні метелики / Butterflies Are Free (1972)